# Beta Ark
L'Ark è un ciclomotore prodotto dal 1996 al 2014 dalla casa fiorentina Beta Motor. Si tratta di uno scooter sportivo e le sue linee richiamano le moto da cross tipiche della casa di Rignano sull'Arno.

## Descrizione
Il motore è 2 tempi Minarelli orizzontale ed è omologato Euro 2. La casa fiorentina non ha badato a spese in quanto a dotazione per un ciclomotore infatti l'Ark monta forcelle Marzocchi, freno a disco davanti e dietro (ma c'è anche la versione meno costosa con il freno a tamburo dietro), raffreddamento a liquido (la versione air cooled è raffreddata ad aria ed è quella che monta il freno a tamburo posteriore), ammortizzatore a gas regolabile Paioli e scarico omologato per 49cc Giannelli Sprint.
La colorazione classica dell'Ark è arancio e nero ma comunque sono disponibili 9 colori. Nato come ciclomotore da strada, volendo è disponibile anche con le gomme leggermente tassellate, adatte al fuoristrada.
Alcuni "difetti" dell'Ark, l'altezza della sella e il manubrio arretrato, gli hanno permesso di diventare uno dei mezzi più competitivi nel campo dello scootercross.